# San Andres (Quezon)
Pour les articles homonymes, voir San Andres.
San Andres est une municipalité de la province de Quezon, aux Philippines.